# Stazione di Pieve Ligure
La stazione di Pieve Ligure è una fermata ferroviaria posta sulla linea Genova-Pisa, a servizio dell'abitato di Pieve Ligure.

## Storia

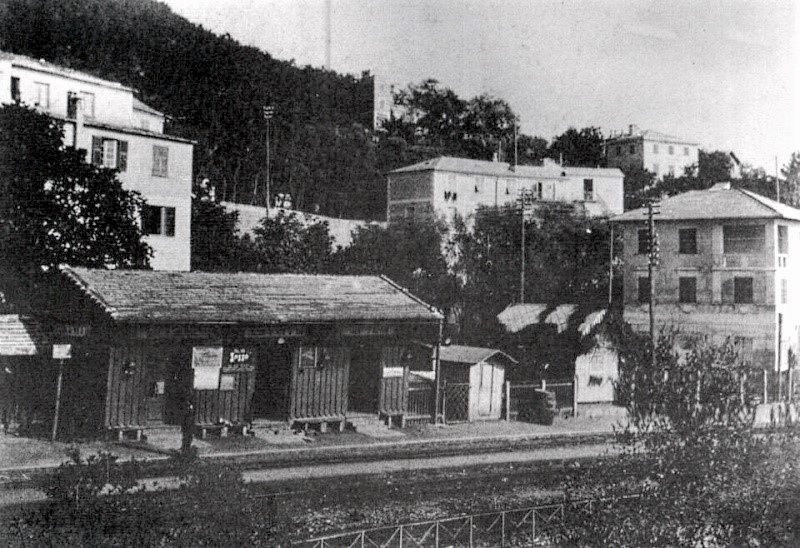
La prima stazione di Pieve Ligure

La prima stazione di Pieve Ligure, posta in località Demola dove oggi sorge la biblioteca comunale, fu attivata il 23 novembre 1868 in occasione dell'apertura della tratta Genova–Chiavari della linea Genova-Pisa. La denominazione dell'impianto era Pieve di Sori.
In seguito al raddoppio del binario, si decise di costruire una nuova stazione più ampia, posta alcune centinaia di metri più ad ovest presso il Castello Cirla, all'allora progressiva chilometrica 12+911. Il raddoppio fu attuato in due fasi distinte: da Nervi a Pieve di Sori, con attivazione il 22 febbraio 1917, e da qui a Camogli fra il 1921 ed il 1923.
Il 9 marzo 1922 alla nuova stazione fu assegnato l'attuale nome di Pieve Ligure; la stessa fu attivata ufficialmente il 10 dicembre 1922.
Il 14 novembre 2005 la stazione venne trasformata in fermata impresenziata.

## Strutture ed impianti
Il fabbricato viaggiatori è un elegante edificio a due piani, riccamente decorato, posto in fregio alla Via Aurelia.
La fermata conta oggi solo i due binari di corsa, serviti da una banchina centrale raggiungibile attraverso un sovrappassaggio. In passato era presente un terzo binario, utilizzato per le precedenze.
La stazione non è provvista di biglietteria.
L'area dell'ex scalo merci, fornito di un piccolo magazzino merci tuttora esistente, è oggi adibita a parcheggio.

## Servizi
La stazione dispone di:
- Sottopassaggio

## Interscambi
- Fermata autobus
- Parcheggio di scambio

## Movimento
Pieve Ligure è servita da collegamenti regionali svolti da Trenitalia nell'ambito del contratto di servizio stipulato con la Regione Liguria.